# 庁令
庁令（ちょうれい）は、府省の外局である庁の長官が制定する命令をいう。
現在は内閣府設置法第58条第4項または国家行政組織法第13条第1項に基づいて、他の法律の定めるところにより発せられるものとされている。

## 概要
現在は海上保安庁令（海上保安庁法33条の2）のみが存在する。これに対して、同じく府省の外局である委員会が制定する特別の命令は規則と呼ばれ、庁令と併せて外局の規則と呼ばれる。
なお、復興庁令は復興庁設置法第7条第3項を根拠として内閣総理大臣が発するものであり、庁令とは異なる。
また、宮内庁については、これは外局ではないものの、宮内庁法第18条第1項により準用される内閣府設置法第58条第4項に基づいて他の法律の定めるところにより特別の命令を発することができ、これも「庁令」と呼び得る（ただし、外局の規則ではない。）が、発令根拠となる「他の法律」が定められたことがないため、例がない。

## 効力
庁令には、法律の委任がなければ、罰則を設け、又は義務を課し、若しくは国民の権利を制限する規定を設けることができない（内閣府設置法58条5項において準用される同法7条4項、国家行政組織法13条2項において準用される同法12条3項）。 
法形式上の優劣関係は以下のようになる。
憲法 > 条約 > 法律 > 政令 > 内閣官房令 = 内閣府令 = 省令 = 復興庁令 = デジタル庁令 = 外局の規則（規則・庁令）>地方公共団体の条例>地方公共団体の規則等

## 海上保安庁令
2012年現在、国土交通省の外局である海上保安庁の長官たる海上保安庁長官が発する海上保安庁令（海上保安庁法33条の2）のみがある。
海上保安庁法第5条第28号の文教研修施設（海上保安大学校および海上保安学校。国土交通省組織令257条。）の名称、位置及び内部組織について定めることが委任されている。
これに基づいて、「海上保安大学校の名称、位置及び内部組織に関する庁令」（昭和36年海上保安庁令第2号）および「海上保安学校の名称、位置及び内部組織に関する庁令」（昭和26年海上保安庁令第2号）ならびにこれらの一部改正のための海上保安庁令が定められている。

## 物価庁令
かつては、経済安定本部の外局である物価庁の長たる物価庁長官が発する物価庁令もあった。
電気事業法30条1項に基づく電気自動車充電技術者検定規則 （昭和24年通商産業省・物価庁令第1号）の1例がある。

## その他名称に「庁令」を含む命令
以下のものは、外局の規則としての庁令ではないが、その名称に「庁令」を含む。

### 府省令に準じるもの
- 復興庁令
内閣総理大臣が、復興庁設置法第7条第3項に基づき、復興庁に係る主任の行政事務について、法律もしくは政令を施行するため、または法律もしくは政令の特別の委任に基づいて、復興庁の命令として制定するもの。
- デジタル庁令
内閣総理大臣が、デジタル庁設置法第7条第3項に基づき、デジタル庁に係る主任の行政事務について、法律もしくは政令を施行するため、または法律もしくは政令の特別の委任に基づいて、デジタル庁の命令として制定するもの。
- 総理庁令
内閣総理大臣が、行政官庁法第6条第1項に基づき、主任の事務について法律もしくは政令を執行するため、または法律もしくは政令の特別の委任に基づいて、総理庁の命令として制定したもの。国家行政組織法の施行により廃止された法形式。
- 法務庁令
法務総裁が、法務庁設置法第2条第3項により準用される行政官庁法第6条第1項に基づき、主任の事務について法律もしくは政令を執行するため、または法律もしくは政令の特別の委任に基づいて、法務庁の命令として制定したもの。国家行政組織法の施行により廃止された法形式。

### 地方行政機関が制定したもの
- 警視庁令
- 北海道庁令
条例で定めるもの以外の事項について、北海道庁長官が制定した命令である。
- 北海道支庁令
- 樺太庁令
樺太庁長官が定めた庁令。罰則は省令と同じ。
- 庁令
台湾における命令。内地では府県令に相当する。台湾の地方単位「州」を置かない未開地域「庁」の長たる庁長が定めるものをいう。罰則は府県令より軽い。
- 関東庁令
関東長官が定めた庁令。罰則は勅令と同じであり、安寧秩序保持のため緊急のときは、事後に勅裁を請えばより重い罰則を付することができた。
- 南洋庁令
南洋庁長官が定めた庁令。罰則は勅令と同じであり、安寧秩序保持のため緊急のときは、事後に勅裁を請えばより重い罰則を付することができた。